# Moeder Natuur (Smurfen)
Moeder Natuur is een personage uit De Smurfen. Ze is een personificatie van de natuur.

## Beschrijving
Moeder Natuur bepaalt wanneer er een nieuw seizoen begint en andere dingen die met de natuur te maken hebben. Ze heeft wit haar en draagt een roze jurk. Haar man is Vader Tijd. 
In de Nederlandse tekenfilmversie werd haar stem ingesproken door Corry van der Linden.
Moeder Natuur heeft een broer: Harold, het mannetje in de maan.